# Velichkov Knoll
Der Velichkov Knoll (englisch; bulgarisch Величкова могила Welitschkowa mogila) ist ein 970 m hoher Berg an der Davis-Küste des Grahamlands auf der Antarktischen Halbinsel. Er ragt 6,55 km ostsüdöstlich des Bankya Peak, 5,25 km nordöstlich des Sredorek Peak und 6,3 km südwestlich des Nikyup Point östlich des Sabine- und westlich des Andrew-Gletschers auf.
Deutsche und britische Wissenschaftler kartierten ihn 1996 gemeinsam. Die bulgarische Kommission für Antarktische Geographische Namen benannte ihn 2010 nach dem bulgarischen Flugpionier Stojan Welitschkow (1871–?), Konstrukteur der bei den Balkankriegen im Jahr 1912 eingesetzten ersten Fliegerbombe Welitschka.